# Dw-f
Dw-f (ȝtft, 'muntanya de l'escurçó') fou el nom del nomós XII, un dels 42 nomoi (districtes administratius) de l'Antic Egipte. La capital era Per-Nemti (Hierakon, avui Al-Atawla) i el déu principal Nemti. Era governat per un nomarca.